# کارسو
کارسو دونمز (به ترکی استانبولی: karsu dönmez) (زاده ۱۹ آوریل ۱۹۹۰)، خواننده هلندی ترک تبار اهل آمستردام است. او پس از اجرا در تالار کارنگی در نیویورک و حضور در تلویزیون هلند به شهرت رسید.
در حالی که سبک موسیقی او ترکیبی از ژانرهای مختلف است، اما احتمالاً جاز پاپ بهترین توصیف سبک موسیقایی وی باشد. در سن ۷ سالگی والدینش با پولی که برای خرید ماشین کنار گذاشته بودند، یک پیانو برای او خریدند. در ۱۴ سالگی با اجرا در رستوران خانوادگی شان توانست نامی شود.

## ترانه‌شناسی

### آلبوم‌های استودیویی
| آلبوم          | تاریخ انتشار |
| -------------- | ------------ |
| Live aan 't IJ | ۲۰۱۰         |
| Confession     | ۲۰۱۲         |
| Colors         | ۲۰۱۵         |
| Karsu          | ۲۰۱۹         |

### تک آهنگ‌ها
- "Raise Our Hands" (۲۰۱۴)
- "Jest Oldu" (۲۰۱۸)
- "Paint It Black" (۲۰۱۸)
- "A Change Is Gonna Come" (۲۰۱۸)
- "Esmerim Biçim Biçim" (۲۰۱۸)
- "Itiraf" (۲۰۱۹)
- "Sana Ne" (۲۰۱۹)
- "Ben Yanındayım" (feat. Çağrı Sinci) (۲۰۱۹)